# Majasari (Cibogo)
Majasari is een bestuurslaag in het regentschap Subang van de provincie West-Java, Indonesië. Majasari telt 2949 inwoners (volkstelling 2010).